# Höllenhübel
Höllenhübel (česky doslovně Pekelný kopec) je vrch o nadmořské výšce 451 m na území hornolužické obce Steinigtwolmsdorf v zemském okrese Budyšín v Sasku.

## Charakteristika
Vrch leží v německé části Šluknovské pahorkatiny (Lausitzer Bergland) a její mesogeochoře Severní hornolužická vrchovina (Nördliches Oberlausitzer Bergland). Geologické podloží tvoří převážně střednězrnný lužický granodiorit, který narušuje žíla doleritu, po jehož těžbě se na severovýchodě zachoval starý kamenolom. Převažujícím půdním typem je podzolová kambizem, okrajově jsou zastoupeny také erodovaná parakambizem, pseudoglej a regosol. Západní svahy jsou odvodňovány do potoka Steinigtwolmsdorfer Bach, který je pravým přítokem říčky Wesenitz. Při severním úpatí pramení a protéká potok Steinbergwasser a podél jižního protéká Kaltbach, které patří k povodí Sprévy. Celý vrch tak náleží k povodí Labe a k úmoří Severního moře. Východní část vrchu je porostlá jehličnatým až smíšeným lesem, západní má převážně zemědělské využití a zasahuje na ni zástavba Steinigtwolmsdorfu. Vrch leží v chráněné krajinné oblasti Oberlausitzer Bergland. Sedlem mezi Höllenhübelem a Steinbergem (445 m) prochází spolková silnice B 98.